# Neues Fischerufer

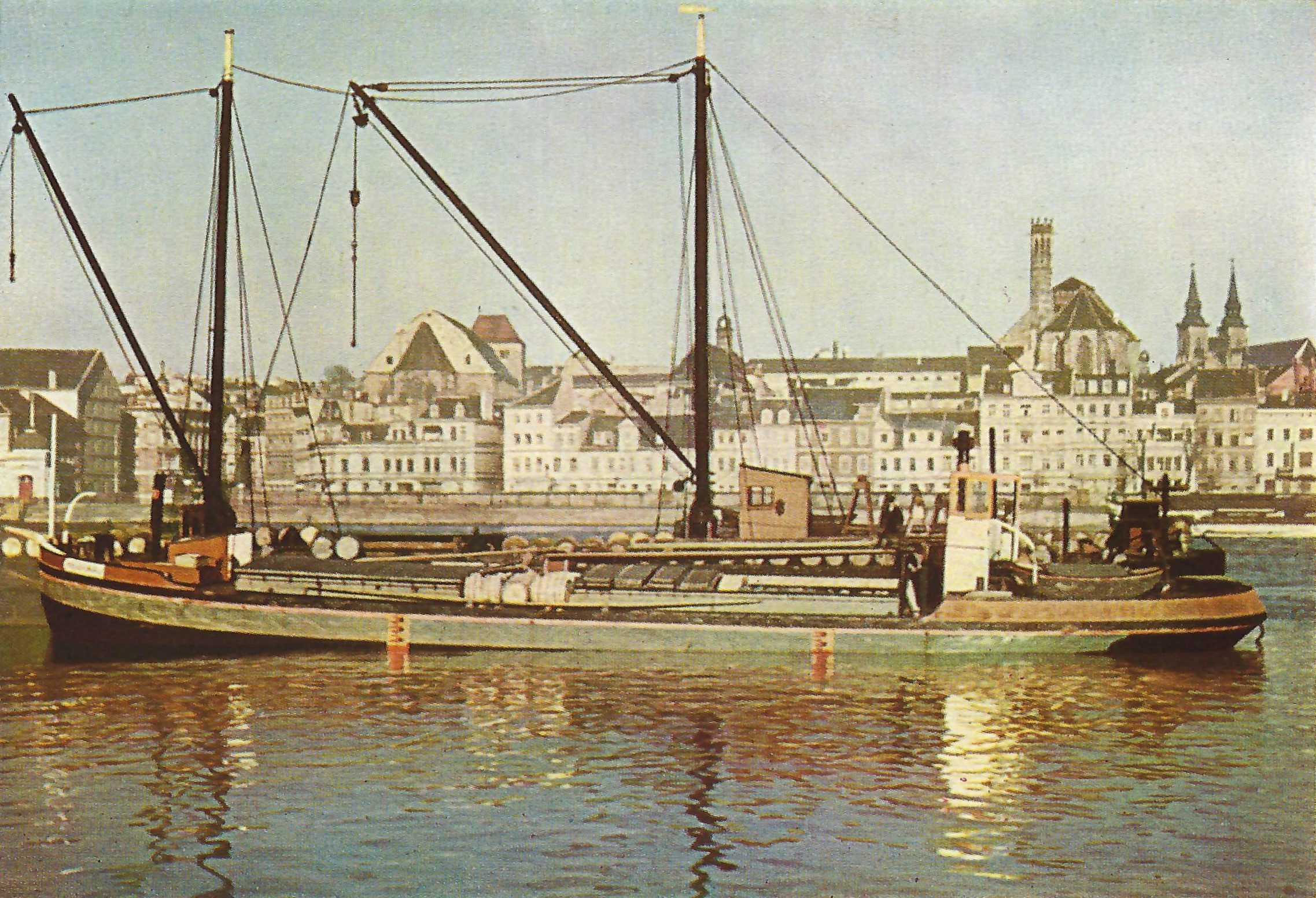
Blick über die Elbe auf den südlichen Teil des Neuen Fischerufers, um 1940
Das Neue Fischerufer beginnt links (etwas rechts vom linken Schiffsmast), nach der Nummer 3 erkennt man die Einmündung des Fischerstegs, rechts davon geht es weiter mit der Nummer 4

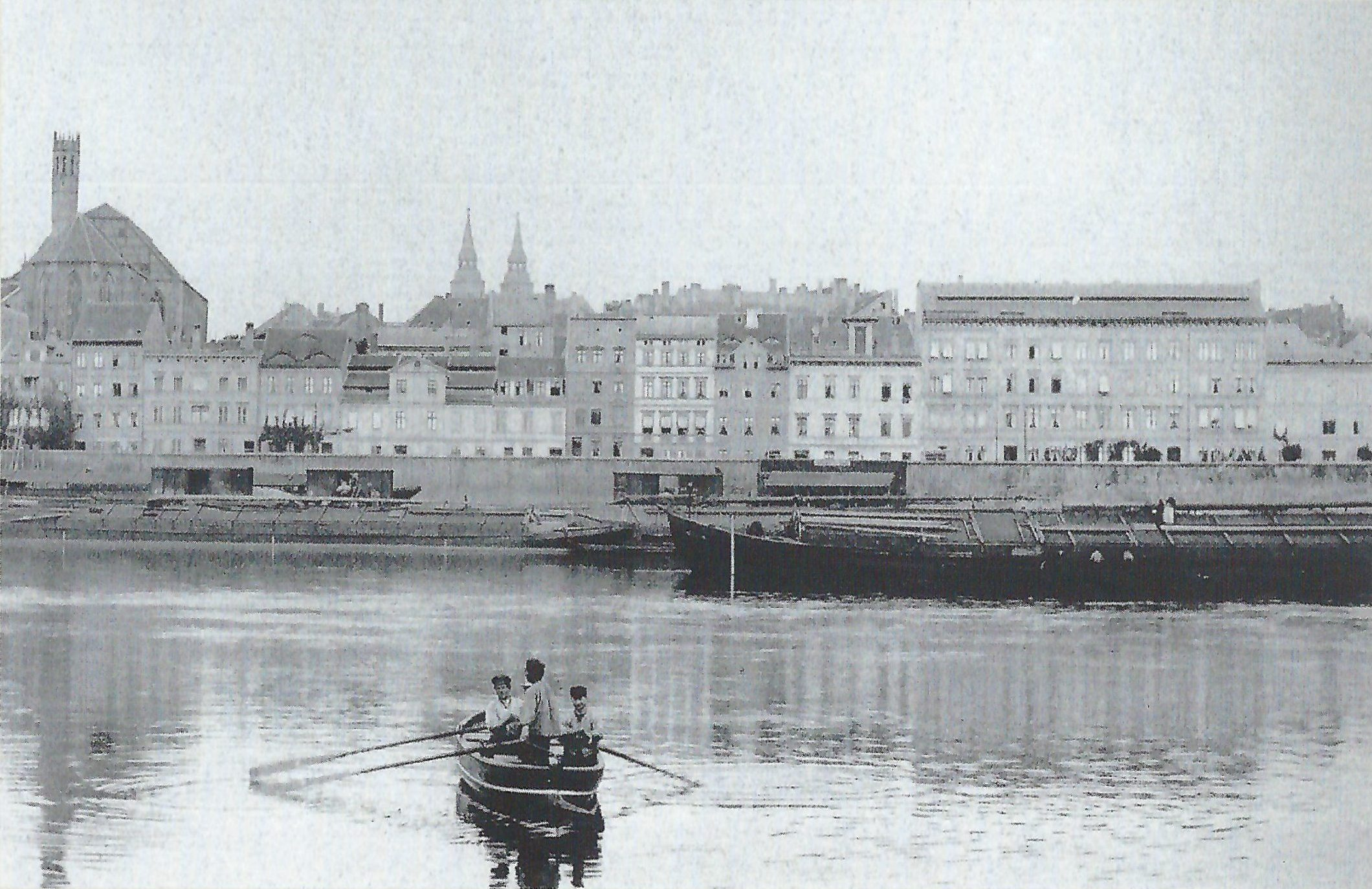
Der nördliche Teil, Anfang der 1890er Jahre

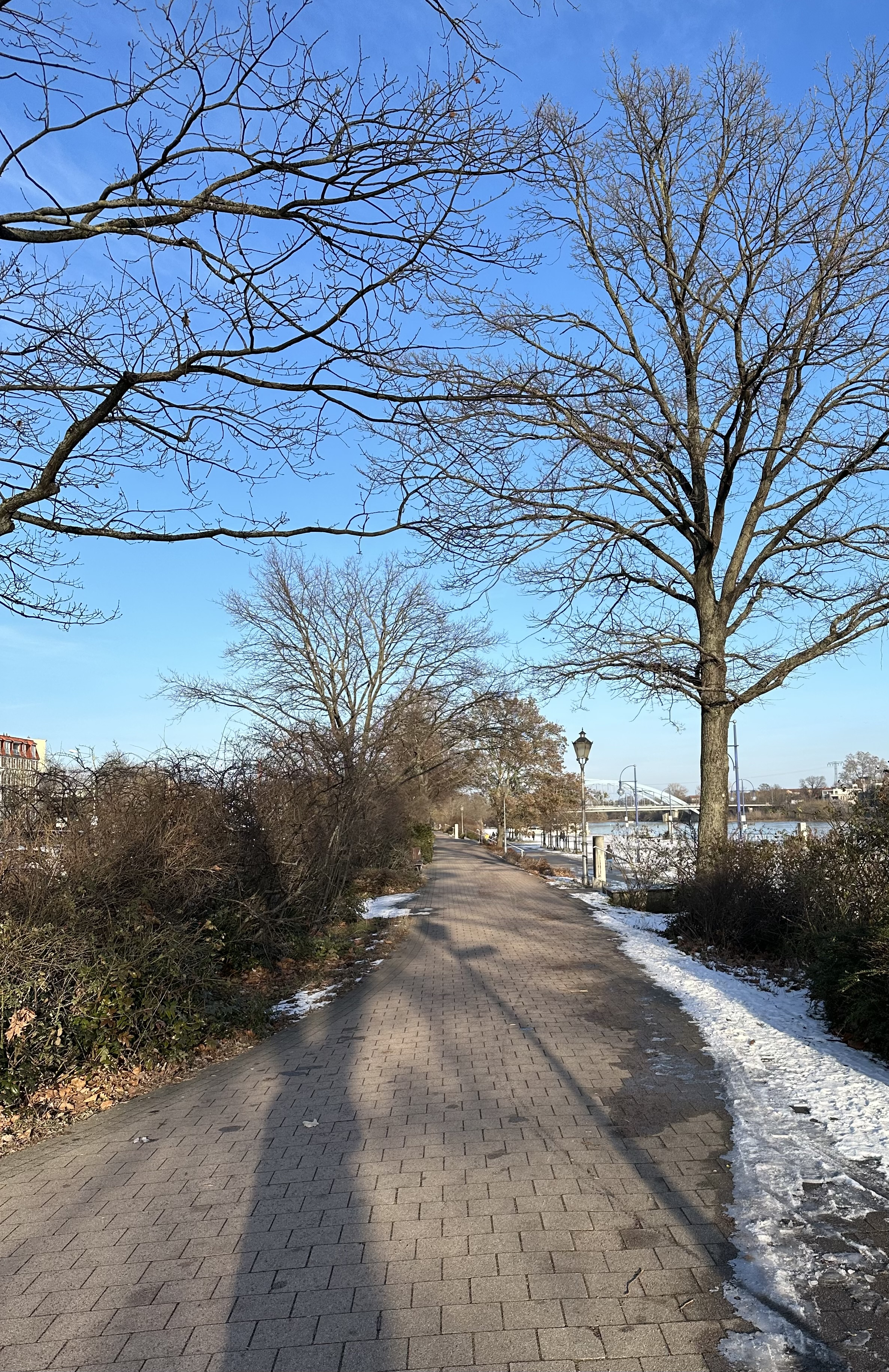
Blick von Süden auf den ungefähren Bereich des Neuen Fischerufers, 2024

Das Neue Fischerufer war eine Straße in Magdeburg im heutigen Sachsen-Anhalt. Nach Zerstörungen im Zweiten Weltkrieg wurde die Straße aufgegeben und überbaut.

## Lage und Verlauf
Die Straße befand sich in der Magdeburger Altstadt. Sie verlief am linken Ufer der Elbe. Im Süden begann sie am Petriförder und endete nach etwa 280 Meter im Norden am Jakobsförder. Eine Bebauung bestand nur auf der Westseite, östlich lag das Elbufer, das mit Eisenbahnanlagen bebaut war.
Die Hausnummerierung verlief von der Nummer 1 nahe am südlichen Ende aufwärts. Nach der Nummer 3 mündete von Westen der Fischersteg ein. Danach verlief die Nummerierung weiter aufsteigend nach Norden. Nach der Nummer 28 mündete ein unbenannter Durchgang ein. Mit der Nummer 32 endete die Straße an ihrem Nordende am Jakobsförder.
Heute befindet sich an dieser Stelle die Elbuferpromenade, nördlich der Gaststätte Petriförder.

## Geschichte
Der Bereich nördlich des Petriförders zwischen Elbufer im Osten und der Stadtbefestigung im Westen, zu dem auch das Gebiet des Neuen Fischerufers gehörte, wurde bereits seit dem Mittelalter und noch bis in das 18. Jahrhundert hinein als Fischerufer oder Fischerstraße bezeichnet. Aus dem Jahr 1454 ist die Benennung vischerovere überliefert, 1457 und 1476 wischerstrate und 1659 Fischergasse. Zum Teil wurde auch die Bezeichnung Unter dem Ufer genutzt. Zunächst gab es als Bebauung nur die weiter westlich gelegene Straße Altes Fischerufer. Deren östliche Grundstücke gingen häufig bis zur Elbe durch, so dass die Höfe und Hinterhäuser den Bereich des späteren Neuen Fischerufers einnahmen. Erst im 18. Jahrhundert  entstand dann hier die neue Straße Neues Fischerufer. Zunächst wurde die alte und neue Seite des Fischerufers unterschieden, 1798 gab es dann erstmalig die Angabe als Neues Fischerufer. Wie es der Straßenname vermuten lässt, lebten hier tatsächlich häufig Fischer, die in der nahen Elbe fischten.
Während des Zweiten Weltkriegs wurde der Bereich stark zerstört. In der Zeit der DDR wurde die Straße nicht wieder aufgebaut, sondern Teil der Elbuferpromenade.

## Historische Häuser des Neuen Fischerufers
| Hausnummer  | Name                         | Bemerkungen | Gewerbliche Nutzung vor der Zerstörung | Bild |
| ----------- | ---------------------------- | --- | -------------------------------------- | ---- |
| ohne Nummer | Torschreiberhaus             | Als einziges Haus der Straße befand es sich auf deren Ostseite, unmittelbar am Ufer der Elbe. Es lag ganz im Süden, an einem Weg, der vom Petriförder aus zum Elbvorland führte. Das Gebäude war in der Zeit um 1700 errichtet worden. Um 1800 herum wurde es wieder abgerissen. |                                        |      |
| 1           |                              | Im Jahr 1651 gehörte es der Witwe von Heinrich Westfal, 1683 dann dem Fischer Elias Schöbel (auch Schiebel). Später war die Witwe von Christian Schiebel Eigentümerin. |                                        |      |
| 2           |                              | 1651 und 1666 gehörte das Haus Martin Degener (auch Tegener), dann wohnte dort die Witwe des Fischers Joachim Reinecke, die 1678 verstarb. Die Stätte erwarb der Tuchmacher Christian Jöns für 150 Taler. Nach ihm erwarb es der Fischer Joachim Kater, der sie aufräumte und ausbaute. Im Jahr 1683 wurden seine Erben als Eigentümer geführt, 1717 dann Christian Münster. |                                        |      |
| 3           |                              | 1651 bis 1653 gehörte das Haus dem Schiffbauer Ernst Leppin, auf den seine Witwe folgte. Sie heiratete in zweiter Ehe den Bohlenschneider Gregor Werner Heinemann. Er veräußerte 1666 das Haus für 97 Taler ab den Vorfließer Heinrich Schmidt, In der Zeit zwischen 1676 und 1683 wurde der Fischer Michael Schmidt Eigentümer. 1705 verkauften es seine Erben für 150 Taler an den Fischer Joachim Schmidt, der es 1717 für 200 Taler an den Fischer Joachim Böttger verkaufte. Böttger blieb bis 1745 Eigentümer. |                                        |      |
| 4           |                              | In der Zeit von 1651 bis 1653 war Klaus Schechting Eigentümer, 1683 wurde der Fischer Andreas Heinemann geführt, dem auch die benachbarten Häuser Fischersteg 1 und 2 gehörten. Nach seinem Tod erfolgte 1716 eine Erbteilung, bei der das Haus Neues Fischerufer 4 an den gleichnamigen Sohn Heinemanns ging. |                                        |      |
| 5           |                              | Von 1641 bis 1652 wurde Joachim Schmidt als Eigentümer geführt. 1683 gehörte es den Erben des Fischers Johann Madepohl. Sie veräußerten das Häuschen 1690 für 38 Taler an den Fischer Hieronymus Wolter. |                                        |      |
| 6           |                              | 1631 bis 1653 gehörte das Haus dem Fischer Kersten Dammann, 1676 seiner Witwe. Auf sie folgte ihr Schwiegersohn, der Fischer Heinrich Schmidt. 1683 gehörte es bereits seiner Witwe. |                                        |      |
| 7           |                              | Im Jahr 1641 gehörte das Haus der Witwe von Adam Ritzau, bis 1644 dann ihrem zweiten Ehemann, dem Stadtknecht Thomas Löwe (auch Lawe). Für die Zeit von 1651 bis 1653 wurde Andreas Appelmann als Eigentümer geführt. Im Jahr 1683 war die Witwe von Arnd Reinecke Eigentümerin. |                                        |      |
| 8           |                              | In den Jahren 1651 bis 1653 gehörte das Haus Johann Dulitz, dem auch das Haus Altes Fischerufer 12 gehörte. 1683 wurde als Eigentümer Johann Appelmann geführt. |                                        |      |
| 9           | Zum frischen Lachs           | Von 1631 bis 1652 war Hans Fehrmann (auch Fuhrmann) Eigentümer des Hauses. |                                        |      |
| 10          |                              | Im Jahr 1637 verkaufte die Tochter von Volkmar Zelle das Häuslein für 15 Taler an Bartel Heinemann. 1651 gehörte die kleine, zu diesem Zeitpunkt wüste Stätte, Johann Heinemann. Später gelangte das Haus als Hinterhaus zum Grundstücke Altes Fischerufer 13. 1683 gehörte es Bendix Schmidt. |                                        |      |
| 11          | Zum grünen Kranz             | Der Name des Hauses wurde mündlich überliefert, ein urkundlicher Nachweis hierfür fehlt. Das Grundstück war vermutlich Hof oder Hinterhaus des Grundstücks Altes Fischerufer 14. Erst im 18. Jahrhundert erfolgte die Bebauung mit einem eigenen Haus. |                                        |      |
| 12          |                              | Vor dem 18. Jahrhundert gibt es keine Informationen zum Grundstück, das möglicherweise einem Grundstück des Alten Fischerufers zugeordnet war. |                                        |      |
| 13          | Zum goldenen Hecht           | Vor dem 18. Jahrhundert gibt es keine Informationen zum Grundstück, das möglicherweise einem Grundstück des Alten Fischerufers zugeordnet war. In der Zeit um 1823 gehörte das Gebäude dem Theilfischer August Weibrecht. 1942/1943 war K. Weise Eigentümerin, die nebenan in der Nummer 12 wohnte und die Nummer 13 an mehrere Mieter vermietet hatte. Ein Hausstein befand sich noch 1936 oberhalb der Haustür. Sein Verbleib ist unklar, vermutlich wurde er zerstört. Der Stein zeigte einen nach rechts schauenden Hecht. Darunter stand die Inschrift Dies Hauß bewahret Gotteß Hand / Zum goldenen Hecht wird es genanndt. |                                        |      |
| 14          |                              | Vor dem 18. Jahrhundert gibt es keine Informationen zum Grundstück, das möglicherweise einem Grundstück des Alten Fischerufers zugeordnet war. Seit 1756 gehörte es der Familie Weise (auch Weiße). |                                        |      |
| 15          |                              | Vor dem 18. Jahrhundert gibt es keine Informationen zum Grundstück, das möglicherweise einem Grundstück des Alten Fischerufers zugeordnet war. |                                        |      |
| 16          |                              | Vor dem 18. Jahrhundert gibt es keine Informationen zum Grundstück, das möglicherweise einem Grundstück des Alten Fischerufers zugeordnet war. |                                        |      |
| 17          |                              | Vor 1695 gibt es keine Informationen zum Grundstück, das möglicherweise einem Grundstück des Alten Fischerufers zugeordnet war. 1695 bestand hier die Lohgerberei von Friedrich und Matthias Cattoir. In den Jahren 1719 und 1722 wurde nur Friedrich Cattoirs als Eigentümer geführt. Später befand sich hier die Werkstatt von Elias Cattoirs. In der Zeit bis 1779 blieb es im Eigentum von Kolonisten. |                                        |      |
| 18          |                              | Vor dem 18. Jahrhundert gibt es keine Informationen zum Grundstück, das möglicherweise einem Grundstück des Alten Fischerufers zugeordnet war. |                                        |      |
| 19          |                              | Vor dem 18. Jahrhundert gibt es keine Informationen zum Grundstück, das möglicherweise einem Grundstück des Alten Fischerufers zugeordnet war. |                                        |      |
| 20          |                              | Das Haus gehörte in den Jahren 1631 und 1648 Kunz Hesse. Danach liegen für lange Zeiträume keine Informationen mehr vor. Erst 1745 wurde es wieder erwähnt. |                                        |      |
| 21          | Zum goldenen Stör            | Im Jahr 1648 veräußerte Georg Ferchlas das Haus an den Schiffer Hans Grosse, genannt Rheinstrom, der es 1659 für 40 Taler an den Fischer Klaus Kater verkaufte. 1683 war dann seine Witwe Eigentümerin. Sie verkaufte 1698 an die Erben Christian Krops, die es 1710 für 100 Taler an den Fischer Hans Schmidt veräußerten. Schmidt tauschte das Grundstück 1720 mit dem Haus Altes Fischerufer 6. In der Zeit um 1823 gehörte das Gebäude dem Schiffer C. Voigt. 1942/1943 war Dr. phil. Ferdinand Vester. Noch 1944/1945 befand sich ein kleiner Hausstein am Gebäude. Er zeigte einen nach links blickenden Stöhr. Unter ihm befand sich die Inschrift Zum Güldnen Stöhr. Sein Verbleib nach 1945 ist unklar, vermutlich wurde er zerstört.                                 |                                        |      |
| 22          | Innungshaus der Fischergilde | Das Gebäude gehörte lange als Hinterhaus zum Grundstück Altes Fischerufer 21 und kam später zur Nummer 22. Wann es Eigentum der Fischerinnung wurde, ist unklar. Zumindest gehörte es der Innung jedoch bereits vor dem Jahr 1631. Vermutlich wurde das Haus bei der Zerstörung Magdeburgs im Jahr 1631 durch die Elbnähe verschont. 1639 wurde es erneuert. In der Zeit um 1823 gehörte das Haus dem Magistrat der Stadt. 1942/1943 war der Baumeister R. Spangenberg. 1871 war auf dem Hof des Hauses ein Standbild des Heiligen Petrus angebracht. Unter dem Standbild befand sich die Inschrift Zum Fischer Güldehaus 1639. In den 1930er Jahren befand sich das Standbild dann vorn am Haus. Der Verbleib der Statue nach 1945 ist unklar, vermutlich wurde sie zerstört. |                                        |      |
| 23          |                              | Zumindest bis 1647 gehörte das Haus als Hinterhaus zum Grundstück Altes Fischerufer 22. In der Zeit bis 1651 verkaufte es Barthel Wanzleben. 1651 gehörte es Hans Heinemann. Im Jahr 1679 wurde es vom Fischer Andreas Heinemann für 80 Taler an Christian Brüsecke, der es wieder zum Grundstück Altes Fischerufer 22 nahm. 1693 verkaufte er es dann jedoch für 90 Taler an den Schiffknecht und späteren Schenk Heinrich Holthusen (auch Holzhausen). Holthusen veräußerte es 1706 für 150 Taler an den Fischer und Steuermann Hieronymus Wolter, der es 1717 für 400 Taler an den Branntweinbrenner Hans Weise verkaufte. Schon 1718 verkaufte Weise es dann ebenfalls für 400 Taler an den Fischer Ulrich Most.                                                           |                                        |      |
| 24          |                              | 1651 gehörte das Haus der Witwe Kleinau, 1679 und 1693 dem Schützen Simon Hahn. In den Jahren 1717 und 1718 war der Lohgerber Spitta als Eigentümer registriert. |                                        |      |
| 25          |                              | Das Gebäude gehörte lange als Hinterhaus zum Grundstück Altes Fischerufer 24. |                                        |      |
| 26          |                              | |                                        |      |
| 27 und 28   |                              | Ursprünglich war die Fläche ein einheitliches Grundstück. Bei Einführung der Hausnummern, bestanden jedoch zwei Häuser, später war es dann wieder zu einem Objekt zusammengefasst. Im Jahr 1651 bestand nur eine unbebaute Stelle, die Johann Most gehörte. 1670 war dann Hans Bernd Eigentümer, 1683 seine Erben. In diesem Jahr wurde das Haus als wüst bezeichnet. Das Grundstück wurde dann von einem Kolonisten bebaut und gehörte bis 1781 zur Französischen Kolonie. |                                        |      |
| 29          |                              | Im Jahr 1651 wurde das Grundstück als Vollkamms Stelle bezeichnet. In der Zeit um 1700 bebaute der Fischer Gottfried Bernau das Grundstück, der auch noch 1712 als Eigentümer genannt wurde. |                                        |      |
| 30          |                              | 1651 gehörte das Haus Peter Weidel, von 1652 bis 1653 dann seiner Witwe. In der Zeit um 1712 wurde es als Wachthaus eingerichtet. |                                        |      |
| 31          |                              | In den Jahren 1651 bis 1653 gehörte das Haus Paul Hübener (auch Hüffener). Im 18. Jahrhundert diente es als Torschreiberhaus. |                                        |      |
| 32          |                              | Im Jahr 1631 gehörte das Haus Tile Heinemann, von 1649 bis 1659 dann Johann Wolter. In der Zeit um 1700 wurde das Gebäude mit dem benachbarten Haus Jakobsförder 1 vereinigt. Um 1800 wurden die Grundstücke wieder getrennt. |                                        |      |

Im 18. Jahrhundert wurde in den Kirchenbüchern der Sankt-Jakobi-Kirche mehrfach der Häusername Zum Regenbogen für das Neue Fischerufer erwähnt, ohne dass bisher jedoch eine genaue Zuordnung möglich war.